# Приход Святого Георгия Великомученика (Калуга)
Приход Святого Георгия Великомученика — католический приход в Калуге. Административно принадлежит к южному деканату Архиепархии Божией Матери с центром в Москве.

## История
До XIX века большого числа католиков в Калуге не было, хотя в городе существовала «немецкая» слобода, где компактно жили немцы, поляки и литовцы. В 1767—1773 годах здесь пребывали в ссылке участники Барской конфедерации — сенатор Каэтан Солтык, епископ Юзеф Залуский и гетман Вацлав Ржевуский с сыном.
Католическая община сложилась в городе в 1860-х годах. В 1863 году она насчитывала 387 человек, в 1868 году — 1456 человек, а в 1897 году — 1577 человек в самой Калуге и 2027 человек в Калужской губернии, в основном состояла из людей польского и немецкого происхождения. Первоначально католиков Калуги окормлял священник из Орла, в 1863 году община получила собственного священника, Казимира Рогазевича, который служил в приходе викарным священником до 1896 года. В 1866 было официально учреждено калужское капелланство. В 1868 году в частном доме по улице Двоорянской (сейчас — ул. Суворова) была устроена часовня. В 1869 году открыт самостоятельный католический приход, получивший имя святого Георгия Великомученика, который возглавил священник Ежи Войчкус. В 1877—1910 годах настоятелем прихода был Пётр Саницкий, который внёс заметный вклад в изучение флоры Калужской губернии и в 1910 был избран почётным членом Калужского общества изучения местного края.
В 1876 году калужские власти и православная епархия разрешили купить дом и переоборудовать в католическую церковь. В 1879 году католики Калуги выкупили двухэтажный дом в Куковом переулке (сейчас — ул. Первомайская), построенный в 1721 году — бывшую «Школу цыфири и геометрии». Здание было перестроено по проекту архитектора Л. В. Гриневского. Новый храм был освящён 24 августа 1880 года. Главной святыней была Ченстоховская икона Божией Матери, писанная масляными красками, в серебряной ризе, — копия с известного Ченстоховского образа. Над этой иконой находилась меньшая — Георгия Победоносца.
Резкое увеличение численности католиков в Калуге произошло после начала первой мировой войны за счёт беженцев из занятых немцами западных регионов Российской империи. После войны большая их часть покинула Калугу, к 1922 году в Калуге осталось только 25 семей католиков. В 1926 году в Калуге проживал после освобождения из тюрьмы экзарх русских грекокатоликов Леонид Фёдоров. В том же году был арестован последний настоятель прихода И. Павлович. Католический храм закрыт в 1936 году.

## Возрождение

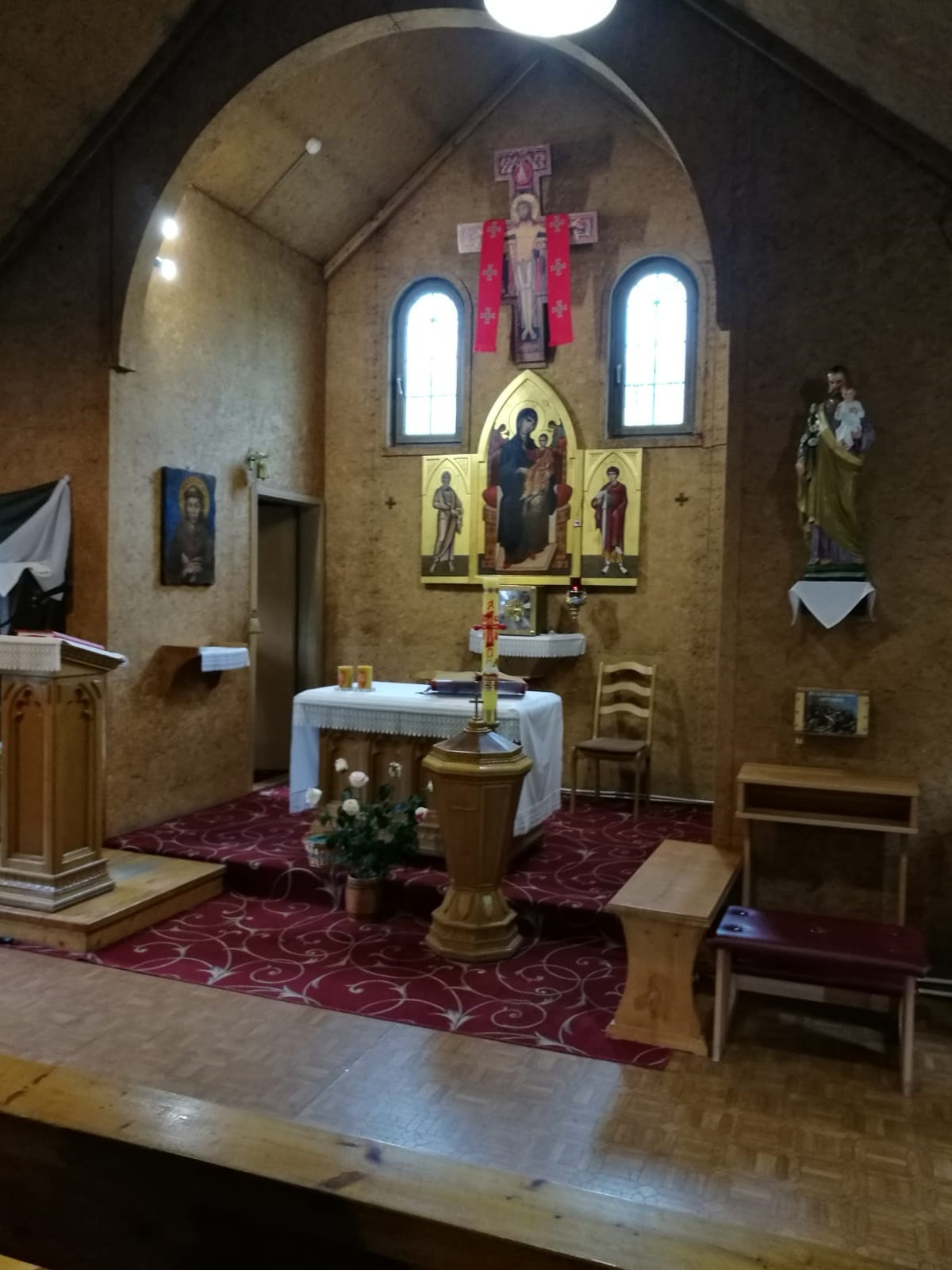
Интерьер католического храма св. Георгия в Калуге

Деятельность католического прихода в Калуге возобновилась в 1993 году. Поначалу приход не имел ни помещения, ни настоятеля; священники периодически приезжали из Москвы и Тулы. В 1994 году приход святого Георгия был поручен пасторскому попечительству ордена францисканцев-конвентуалов (OFMConv), и первым настоятелем стал Мирослав Копчевский. Поскольку старое здание костёла было перестроено под склад, собрания прихожан проводились по частным квартирам, а затем в ДК КЭМЗ. В 1995 году для постройки нового храма был выделен участок земли. Возведение храма шло в 1996 году, 22 октября 1996 года архиепископ Тадеуш Кондрусевич освятил построенную церковь во имя святого Георгия Великомученика и святого Франциска Ассизского, исторического покровителя калужского прихода и основателя ордена францисканцев, служащих в нём. В мае 1999 рядом построен приходской дом. С 2000 года в Калуге существует францисканская монашеская община.
С 2013 по 2017 годы настоятелем прихода являлся свящ. Виталий Манцевич, OFMConv. С 15 января 2017 года настоятелем прихода является свящ. Андрей Буко, OFMConv. Храм святого Георгия и святого Франциска находится по адресу: ул. Поле Свободы, д. 127.